# محاکمه آغاز می‌شود
محاکمه آغاز می‌شود (ایتالیایی: L'ora di punta) یک فیلم درام جنایی به کارگردانی وینچنتسو مارا است که در سال ۲۰۰۷ منتشر شد. از بازیگران آن می‌توان به فنی اردان، جولیا بویلاکوئا، لوردانا مارتینز و آگوستو زوکی اشاره کرد.